# Gonçalo Viegas Barroso
Gonçalo Viegas Barroso (1160 -?) foi um rico-homem do Reino de Portugal detentor de vastos territórios e senhorios. Os Barroso fizeram a sua fixação territorial na região de Braga e Barcelos de que vieram a ser detentores de Senhorios, Vínculos e Morgadios. 
A exemplo disso existem os morgadios da Quintas da Falperra e do Eixidio, da Quinta de Oleiros, ou da Quinta de São Jorge, sendo que esta última era detentora de um templo, a Capela em São Francisco, no Porto. 
O Brasão de Armas usadas pelos Barroso são compostas: de vermelho, cinco leões de púrpura, armados e linguados de ouro, cada um carregado de três ou de duas faixas também de ouro.

## Relações familiares
Foi filho de Egas Gomes Barroso (1100 -?) e de Urraca Vasques de Ambia (c. 1100 -?) filha de Vasco Guedelha de Âmbia. Casou com Maria Fernandes de Lima (1150 -?) de quem teve:
1. Gonçalo Gonçalves Barroso casado com Maria Soares Fafes ou Gomes Pires de Cela filha de Soeiro Fafes;
2. Maria Gonçalves Barroso casada com Afonso de Monte Aman;
3. Urraca Gonçalves Barroso casada por duas vezes, a primeira com Pero Anes Alvelo e a segunda com Pero Martins Petarinho;
4. Sancha Gonçalves Barroso casou com Afonso Velho de Zamora. [1]